# Семплер

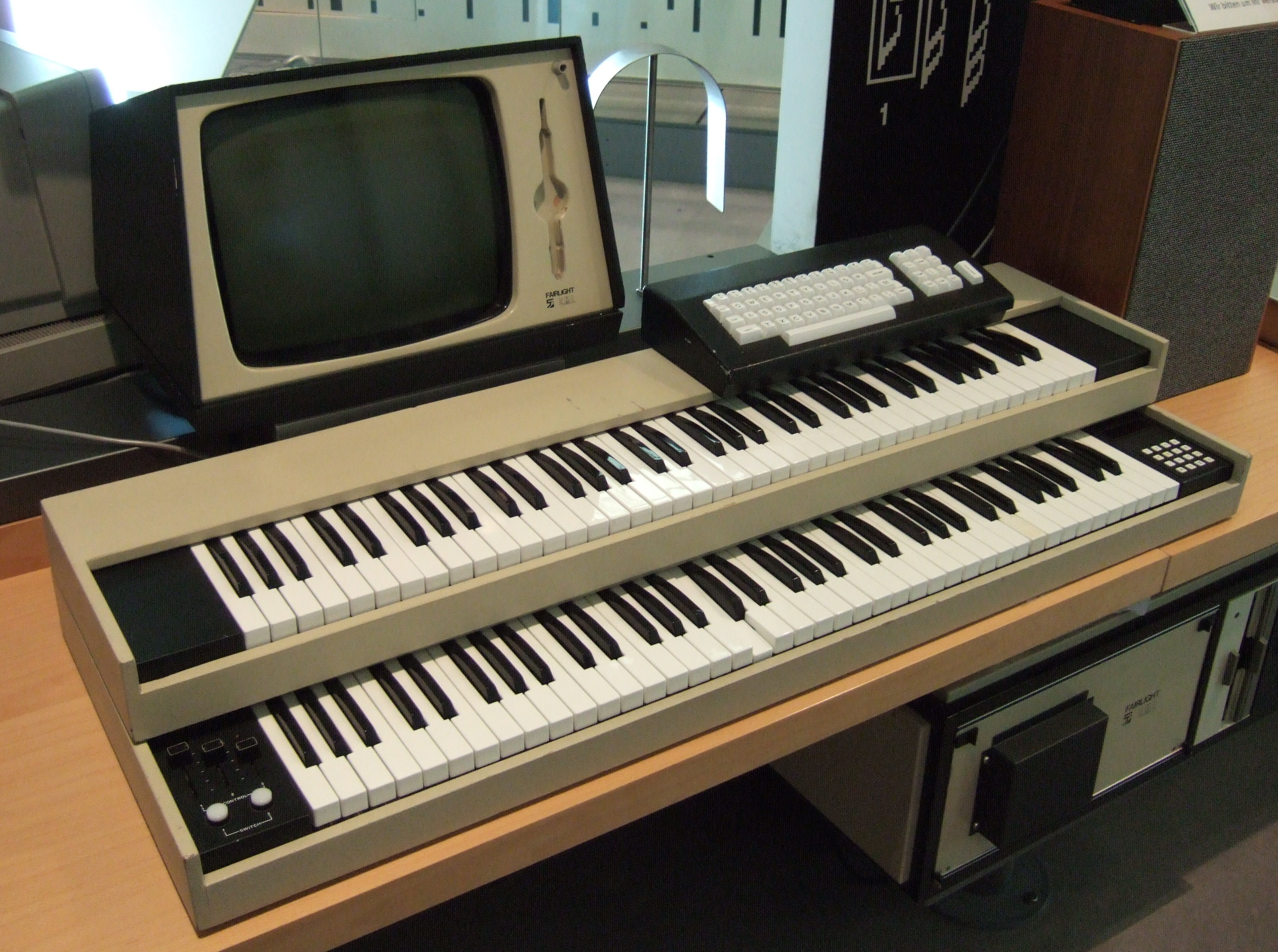
Fairlight — первый полноценный семплер, управляемый с клавиатуры фортепианного типа (Австралия, 1979)

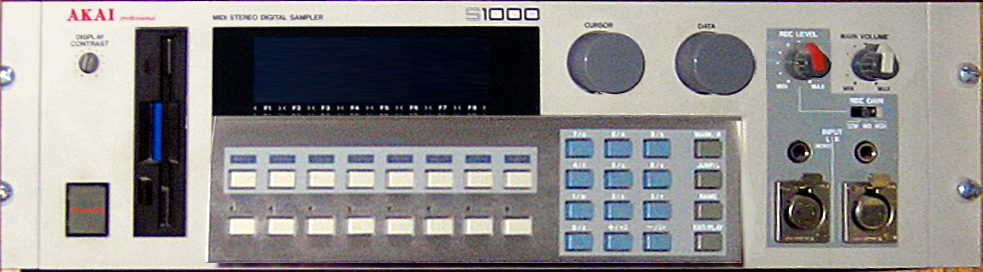
Автономный семплер («мозги») Akai S1000 (модель 1990 года)

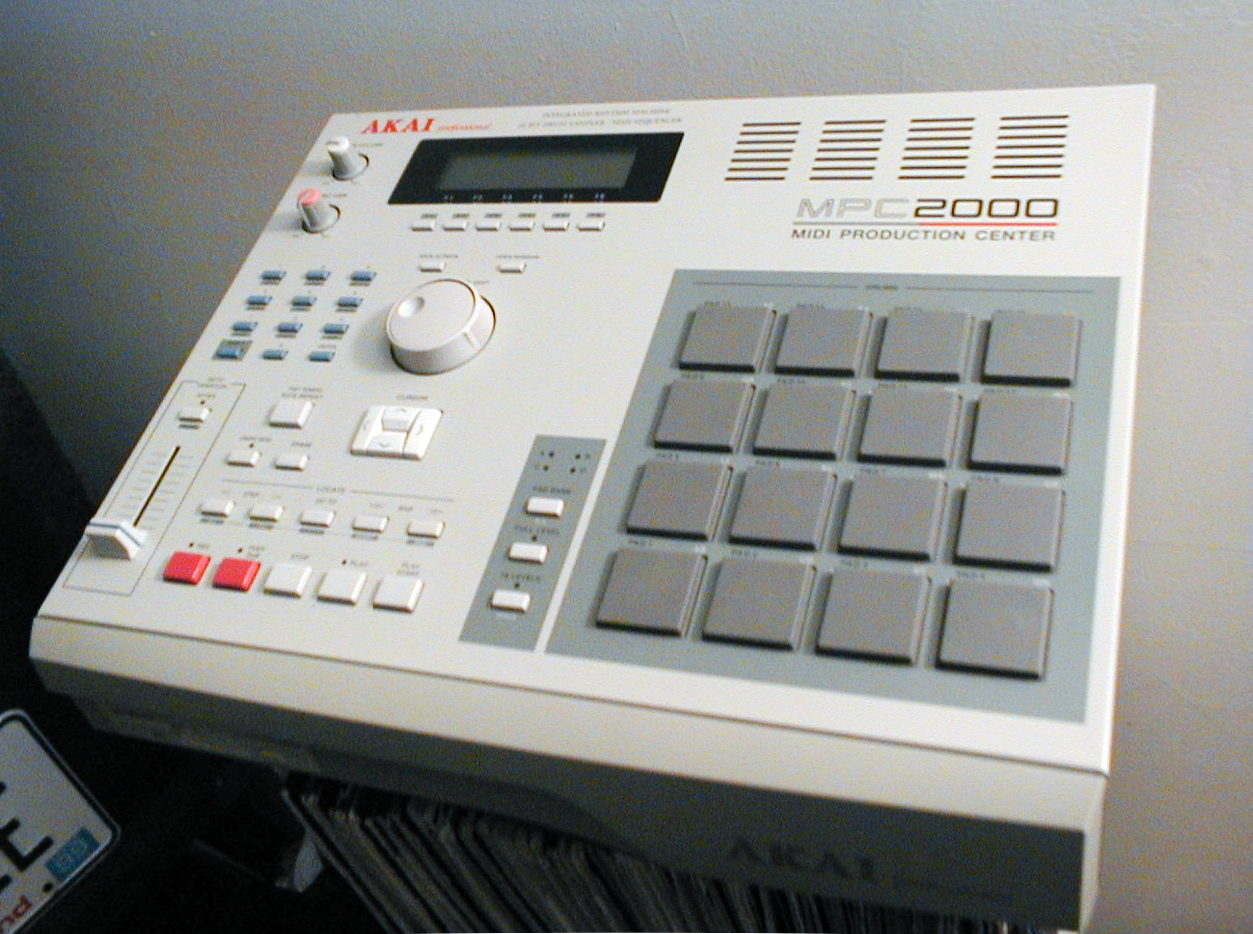
Драм-семплер (с секвенсером) Akai MPC 2000 (модель 1997 года)

Се́мплер, сэ́мплер (англ. sampler) — электронный музыкальный инструмент, а также прибор для воспроизведения, записи и обработки  семплированных звуков.

## Краткая характеристика
В отличие от синтезаторов, в семплере вместо генераторов звуковых волн используется записанный в память семпл — оцифрованный звук акустического или (реже) электронного музыкального инструмента. В обычном случае исполнитель управляет семплером с клавиатуры фортепианного типа. Семплер как автономное устройство (на жаргоне музыкантов — «мозги») также может выступать в качестве модификатора звучания любых электромузыкальных инструментов (например, электрогитары).
Звуки, имеющие небольшую продолжительность (как в большинстве ударных инструментов), наиболее пригодны  для семплирования и эффективны (естественны) для последующего воспроизведения в реальном времени.  Звуки, имеющие значительную протяжённость (скрипка, фортепиано, труба и др.), со сложной структурой огибающих, с учётом присутствующих в них формант и негармонических призвуков, значительно более сложны для семплирования. Чтобы придать таким звукам «естественный» облик, в семплерах (особенно недорогих) используются закольцовывание (loop) семпла, многочисленные фильтры и «маскирующие» звуковые эффекты (чаще других, реверберация и хорус) — эти средства модификации и обработки оригинала сближают семплер с обычным синтезатором.

## История
Первый цифровой семплер был разработан в Лондоне в 1969 году компанией EMS, он назывался MUSYS. Его авторы — Питер Грогоно (программирование), Дэвид Кокерелл (аппаратная часть и интерфейс) и Пётр Зиновьев (системный дизайн и алгоритмизация). Система запускалась на двух мини-компьютерах, которые имели всего по 12 Кб памяти, сохраняли информацию на жёстком диске объёмом в 32 Кб и на ленточном магнитофоне.
В 1979 году в Австралии был выпущен первый коммерческий семплер — Fairlight («Фэрлайт»), который стоил 20 тыс. долларов. Через два года в США появился E-mu Emulator, обладающий сходными возможностями. Более дешёвый, чем «Фэрлайт», «Эмулятор» получил широкое распространение среди музыкантов. В 1982 году опция семплирования была с успехом реализована в американском синтезаторе «Синклавир II», который (несмотря на дороговизну) в 1980-х гг. также стал чрезвычайно распространённым среди музыкантов.
В 1985 году японская фирма Akai выпустила первый массовый семплер Akai S612. Он был 12-битным, 6-голосным прибором, поддерживающим частоту дискретизации 32 килогерца, объём памяти составлял 128 Кб. В 1986 году ему на смену пришёл Akai S900, который обладал ещё бо́льшими возможностями.
Через два года вышел Akai S1000, который был 16-битным семплером с частотой дискретизации до 44 100 Гц, памятью в 2 Мб (расширялась до 32 Мб модулями SIMM), полифонией в 16 голосов, широкими по тем временам возможностями внутренней обработки семплов. Его знаменитый «time-stretch» стал визитной карточкой раннего джангла и хардкора, а наличие SCSI-интерфейса позволяло подключать жёсткие диски и CD-приводы. Для семплеров Akai была создана обширная библиотека звуков. Формат семплерного диска AKAI S1000 долго оставался популярным, и только появление программных семплеров (прикладных компьютерных программ) пошатнуло его позиции. 

## Популярные семплеры
- Akai Professional: MPC 500, MPC 1000 (BK/BK-N), MPC 2000 (and XL), MPC 2500 (and SE), MPC 4000, MPC 5000
- Emagic: EXSP24
- E-mu Systems: E-mu Emax[англ.], Emulator[англ.], E-mu Emulator II[англ.], E-mu Emulator III[англ.], ESI-32, E-mu SP-1200[англ.]
- Ensoniq: ASR-10, ASR-X, ASR-X Pro
- IK Multimedia: SampleTank
- Korg: Electribe ES-1, Electribe ESX-1
- Kurzweil: Kurzweil K2000, K2000R, K2500, K2500R
- MOTU: MOTU MachFive
- Native Instruments: Kompakt, Kontakt, Intakt, Battery
- Roland: S10, S220, S330, S50, SP-808, SP-404, VP-9000, W30
- Sequential Circuits: Prophet 2000, Prophet 3000
- SpeedSoft: VSampler[источник не указан 1025 дней]
- Steinberg: HALion[англ.] (прогр.)
- Wusik: Wusikstation
- Yamaha: A3000, A4000

E-mu Emulator — первый клавишный семплер с секвенсером, то есть первая семплерная рабочая станция.
Среди программных семплеров можно назвать кроссплатформенный свободный LinuxSampler.